# Керівники Маріуполя
Керівники міста Маріуполя — голови місцевої (виконавчої і партійної) влади в місті Маріуполі Донецької області, які керували містом від заснування до сьогодення. 
| Прізвище, ім'я, по-батькові      | Роки                              | Посада                                                                          |
| -------------------------------- | --------------------------------- | ------------------------------------------------------------------------------- |
| В'яликов Степан                  | 1778 — 1779                       | доглядач державного поселення міста Павловськ                                   |
| Хаджі Михаїл                     | 1780 — 1782                       | голова Маріупольського грецького суду                                           |
| Хаджі Спиридон Ільїв             | 1782 — 1785                       | голова Маріупольського грецького суду                                           |
| Горленський Іван                 | 1788 — 1790                       | заступник секретаря Маріупольського грецького суду                              |
| Калері Леонтій Федорович         | 1797 — 1800                       | міський голова Маріуполя                                                        |
| Чебаненко Іван Антонович         | 1846 — 1852                       | міський голова Маріуполя                                                        |
| Золотарьов Степан Якимович       | 1857 — 1858                       | в.о. міського голови Маріуполя                                                  |
| Попов Ілля Леонтійович           | 1858 — 1860                       | міський голова Маріуполя                                                        |
| Караманов Сафроній Костянтинович | 1860 — 1861                       | міський голова Маріуполя                                                        |
| Попов Олексій Юрійович           | 1861 — 1863                       | міський голова Маріуполя                                                        |
| Хараджаєв Олександр Давидович    | 1864 — 1866                       | міський голова Маріуполя                                                        |
| Аттарінов Яким Григорович        | 1866 — 1867                       | міський голова Маріуполя                                                        |
| Трандафілов Олександр Дмитрович  | 1872 — 1876                       | міський голова Маріуполя                                                        |
| Чебаненко Антон Іванович         | ? — 1883                          | міський голова Маріуполя                                                        |
| Мелеков Андрій Леонтійович       | 1884 — 1886                       | міський голова Маріуполя                                                        |
| Горбачов Стефан Федорович        | 1888 — 1891                       | міський голова Маріуполя                                                        |
| Мелеков Андрій Леонтійович       | 1892 — 1895                       | міський голова Маріуполя                                                        |
| Попов Іван Олексійович           | 1896 — вересень 1917              | міський голова Маріуполя                                                        |
| Громенко                         | березень 1917 — квітень 1917      | голова Маріупольської Ради робітничих і солдатських депутатів                   |
| Коваль Яків Якович               | травень 1917 — жовтень 1917       | голова Маріупольської Ради робітничих і солдатських депутатів                   |
| Способін Г.Я.                    | вересень 1917 — квітень 1918      | міський голова Маріуполя                                                        |
| Варганов Василь Панасович        | жовтень 1917 — грудень 1917       | голова Маріупольської Ради робітничих і солдатських депутатів                   |
| Балясов                          | січень 1918                       | голова Маріупольської Ради робітничих і солдатських депутатів                   |
| Попов Іван Олексійович           | квітень 1918 — листопад 1918      | міський голова Маріуполя                                                        |
| Способін Г.Я.                    | листопад 1918 — січень 1919       | міський голова Маріуполя                                                        |
| Попов Іван Олексійович           | січень 1919 — лютий 1919          | міський голова Маріуполя                                                        |
| Данилов Х.І.                     | лютий 1919 — березень 1919        | міський голова Маріуполя                                                        |
| Македон Георгій Антонович        | 29 березня — 23 травня 1919       | голова Маріупольського військово-революційного комітету (ревкому)               |
| Данилов Х.І.                     | 24 травня 1919 — 3 січня 1920     | міський голова Маріуполя                                                        |
| Шишков Б.                        | 4 січня 1920 — 21 березня 1921    | голова Маріупольського повітового виконавчого комітету                          |
| Моргунов Василь Родіонович       | 21 березня 1921 — 7 серпня 1922   | голова Маріупольського повітового виконавчого комітету                          |
| Поляков Кузьма Захарович         | 7 серпня 1922 — 19 листопада 1923 | голова Маріупольського повітового виконавчого комітету                          |
| Чудненко Микола Григорович       | 19 листопада 1923 — травень 1925  | голова Маріупольського окружного виконавчого комітету                           |
| Богуцький Володимир Никифорович  | травень 1925 — березень 1927      | голова Маріупольського окружного виконавчого комітету і голова міської ради     |
| Вітолін Максим Іванович          | березень 1927 — січень 1928       | голова Маріупольської міської ради                                              |
| Стовбур                          | січень 1928 — грудень 1929        | голова Маріупольської міської ради                                              |
| Неживий Максим Федорович         | 1932                              | відповідальний секретар Маріупольського міського комітету КП(б)У                |
| Ієвлєв                           | березень 1933                     | голова Маріупольської міської ради                                              |
| Ястржембський                    | квітень 1933                      | голова Маріупольської міської ради                                              |
| Голишев Георгій Юхимович         | 1935                              | голова Маріупольської міської ради                                              |
| Третьяков Іван Кирилович         | 1939 — 1943                       | 1-й секретар Маріупольського міського комітету КП(б)У                           |
| Гофман                           | 1942                              | німецький військовий комендант Маріуполя                                        |
| Міхаель                          | 1943                              | німецький військовий комендант Маріуполя                                        |
| Третьяков Іван Кирилович         | 1943 — 1945                       | голова виконкому Маріупольської міської ради депутатів трудящих                 |
| Нехтієнко Яків Тимофійович       | січень 1945 — квітень 1946        | голова виконкому Маріупольської міської ради депутатів трудящих                 |
| Сінько Іван Федорович            | 1945 — 1946                       | 1-й секретар Маріупольського міського комітету КП(б)У                           |
| Кудрявцев Назар Львович          | серпень 1946 — 1950               | голова виконкому Ждановської міської ради депутатів трудящих                    |
| Лигачов Олексій Ілліч            | 194.8 — листопад 1953             | 1-й секретар Ждановського міського комітету КПУ                                 |
| Скидський Олексій Олександрович  | 1950 — жовтень 1953               | голова виконкому Ждановської міської ради депутатів трудящих                    |
| Лигачов Олексій Ілліч            | жовтень 1953 — вересень 1958      | голова виконкому Ждановської міської ради депутатів трудящих                    |
| Олійниченко Костянтин Якимович   | листопад 1953 — 1963              | 1-й секретар Ждановського міського комітету КПУ                                 |
| Расчупкін Олександр Андрійович   | жовтень 1958 — серпень 1964       | голова виконкому Ждановської міської ради депутатів трудящих                    |
| Нікітін Дмитро Артемович         | 1963 — 1966                       | 1-й секретар Ждановського міського комітету КПУ                                 |
| Гончаренко Владислав Павлович    | серпень 1964 — 1967               | голова виконкому Ждановської міської ради депутатів трудящих                    |
| Цибулько Володимир Михайлович    | 1966 — 1968                       | 1-й секретар Ждановського міського комітету КПУ                                 |
| Качура Борис Васильович          | 1967 — 1968                       | голова виконкому Ждановської міської ради депутатів трудящих                    |
| Качура Борис Васильович          | 1968 — 1974                       | 1-й секретар Ждановського міського комітету КПУ                                 |
| Санников Юрій Федорович          | 1968 — травень 1977               | голова виконкому Ждановської міської ради депутатів трудящих                    |
| Жарков Володимир Іванович        | 1974 — 1984                       | 1-й секретар Ждановського міського комітету КПУ                                 |
| Кучеренко Віктор Григорович      | 24 травня 1977 — травень 1980     | голова виконкому Ждановської міської ради народних депутатів                    |
| Зозуля Олександр Михайлович      | 23 травня 1980 — 31 березня 1990  | голова виконкому Ждановської міської ради народних депутатів                    |
| Булянда Олександр Олексійович    | 1984 — 1985                       | 1-й секретар Ждановського міського комітету КПУ                                 |
| Кузенін Станіслав Петрович       | 1985 — 1989                       | 1-й секретар Ждановського міського комітету КПУ                                 |
| Хотлубей Юрій Юрійович           | червень 1989 — червень 1990       | 1-й секретар Маріупольського міського комітету КПУ                              |
| Кошелєв Станіслав Герасимович    | 10 квітня 1990 — 18 грудня 1990   | голова Маріупольської міської ради народних депутатів                           |
| Хотлубей Юрій Юрійович           | 18 грудня 1990 — 24 червня 1994   | голова Маріупольської міської ради народних депутатів                           |
| Поживанов Михайло Олександрович  | 24 червня 1994 — 29 березня 1998  | голова Маріупольської міської ради народних депутатів, міський голова Маріуполя |
| Хотлубей Юрій Юрійович           | 29 березня 1998 — 15 грудня 2015  | міський голова Маріуполя                                                        |
| Бойченко Вадим Сергійович        | з 15 грудня 2015                  | міський голова Маріуполя                                                        |

Примітка:
- З 1937 року посада голови Маріупольської міської ради замінена на посаду голови Маріупольської міської Ради депутатів трудящих,
- З 22 жовтня 1948 року — Жданівської міської Ради депутатів трудящих,
- З 13 січня 1989 року — знову Маріупольської міської Ради депутатів трудящих,
- З 9 липня 1997 року — посада голови міської Ради замінена на посаду міського голови.